# Пономаренко Володимир Олександрович (легкоатлет)
Володимир Олександрович Пономаренко (22 жовтня 1992) — український легкоатлет, майстер спорту України міжнародного класу, срібний призер літніх Паралімпійських ігор 2024 у Парижі.
Представляє Полтавську область. На літніх Паралімпійських іграх 2020 у Токіо представляв Донецьку область.
Срібний призер Чемпіонату світу 2023 року, дворазовий чемпіон міжнародного турніру 2023 року.

## Державні нагороди
- Орден «За заслуги» III ст. (18 вересня 2024) — За досягнення високих спортивних результатів на XVII літніх Паралімпійських іграх у місті Парижі (Французька Республіка), виявлені самовідданість та волю до перемоги, утвердження міжнародного авторитету України[2]